# Maduka Udeh
Maduka Christopher Udeh (3 september 1997) is een Nigeriaans voetballer die sinds 2015 uitkomt voor AS Trenčín. Udeh is een verdediger.

## Carrière
AS Trenčín plukte Udeh in 2015 weg uit de GBS Academy in zijn thuisland. Op 27 februari 2016 debuteerde hij er in het eerste elftal tijdens de competitiewedstrijd tegen Slovan Bratislava, waarin hij tijdens de rust inviel voor James Lawrence. Udeh won dat seizoen de dubbel met AS Trenčín, dat hem nadien uitleende aan 1. FC Tatran Prešov en FC ViOn Zlaté Moravce om ervaring op te doen.

## Clubstatistieken
| Seizoen         | Club            | Land               | Competitie      | Competitie | Competitie | Beker | Beker | Supercup | Supercup | Europees | Europees | Totaal | Totaal |
| Seizoen         | Club            | Land               | Competitie      | Wed.       | Dlp.       | Wed.  | Dlp.  | Wed.     | Dlp.     | Wed.     | Dlp.     | Wed.   | Dlp.   |
| --------------- | --------------- | ------------------ | --------------- | ---------- | ---------- | ----- | ----- | -------- | -------- | -------- | -------- | ------ | ------ |
| 2015/16         | AS Trenčín      | Vlag van Slowakije | Fortuna Liga    | 2          | 1          | 0     | 0     | —        | —        | 0        | 0        | 2      | 1      |
| 2016/17         | AS Trenčín      | Vlag van Slowakije | Fortuna Liga    | 14         | 1          | 2     | 0     | —        | —        | 6        | 0        | 22     | 1      |
| 2017/18         | → Tatran Prešov | Vlag van Slowakije | Fortuna Liga    | 25         | 1          | 1     | 0     | —        | —        | —        | —        | 26     | 1      |
| 2018/19         | AS Trenčín      | Vlag van Slowakije | Fortuna Liga    | 0          | 0          | 0     | 0     | —        | —        | —        | —        | 0      | 0      |
| 2018/19         | → ViOn Zlaté    | Vlag van Slowakije | Fortuna Liga    | 7          | 1          | 2     | 0     | —        | —        | —        | —        | 9      | 1      |
| Carrière totaal | Carrière totaal | Carrière totaal    | Carrière totaal | 48         | 4          | 5     | 0     | 0        | 0        | 6        | 0        | 59     | 4      |